# Megayoldia
Megayoldia is een geslacht van tweekleppigen uit de  familie van de Yoldiidae.

## Soorten
- Megayoldia japonica (Adams & Reeve, 1850)
- Megayoldia lischkei (E. A. Smith, 1885)
- Megayoldia martyria (Dall, 1897)
- Megayoldia montereyensis (Dall, 1893)
- Megayoldia thraciaeformis (Storer, 1838)